# Eckhard Lammert
Eckhard Lammert (* 25. April 1971 in Ratingen) ist ein deutscher Molekularbiologe und Biochemiker.

## Leben
Nach dem Studium der Biochemie und Molekularbiologie an der Universität Hamburg von 1990 bis 1995 war Eckhard Lammert am Deutschen Krebsforschungszentrum (DKFZ) in Heidelberg tätig. Anschließend arbeitete er am Interfakultären Institut für Zellbiologie in der Arbeitsgruppe von Hans-Georg Rammensee und wurde am Fachbereich Biologie der Eberhard Karls Universität Tübingen promoviert. Es folgte bis 2002 eine wissenschaftliche Tätigkeit in der Arbeitsgruppe von Douglas A. Melton an der US-amerikanischen Harvard University. Lammert leitete von 2002 bis 2008 eine Forschergruppe am Max-Planck-Institut für molekulare Zellbiologie und Genetik (MPI-CBG) und wurde 2007 an der Technischen Universität Dresden (TUD) habilitiert.
Seit 2008 ist Eckhard Lammert Universitätsprofessor, Leiter des Instituts für Stoffwechselphysiologie der Heinrich-Heine-Universität Düsseldorf, und in Nebentätigkeit Direktor des Instituts für Betazellbiologie am Deutschen Diabetes-Zentrum.
Lammert ist seit 1988 am Diabetes Typ I erkrankt; es ist ihm auch privat ein großes Anliegen, an Verbesserungen der Situation von Diabetikern zu arbeiten.
2011 erhielt Eckhard Lammert einen Ruf auf eine Universitätsprofessur (W3) an der Technischen Universität München, den er zugunsten seiner Tätigkeit an der Heinrich-Heine-Universität Düsseldorf nicht annahm.

## Thesen
Eckhard Lammert und seine Kollegen haben Anfang 2000 die Hypothese aufgestellt, dass Blutgefäße und Organe sich während ihrer Entwicklung gegenseitig beeinflussen, so dass ihre Eigenschaften perfekt aufeinander abgestimmt sind. Aus diesem Grund besteht laut Lammert eine fortlaufende wechselseitige Beziehung und Abhängigkeit zwischen Organen und Blutgefäßen.
Im Verlauf dieses Jahrzehnts haben Lammert und seine Mitarbeiter zwei neue Thesen aufgestellt. Eine These erklärt, warum Menschen an einem Typ-II-Diabetes erkranken, während andere von dieser Krankheit verschont bleiben. Eine weitere von Lammert und seinen Mitarbeitern vertretene These schlägt einen molekularen Mechanismus vor, wie Zellen Blutgefäße ausbilden, die für die Versorgung des menschlichen Körpers mit Sauerstoff und Nährstoffen essentiell sind.

### Organ-Blutgefäß-Wechselwirkung
Es wird beobachtet, dass kleine Blutgefäße in jedem Organ oder Gewebeverband besondere Merkmale besitzen. Ein kleines Blutgefäß wird Kapillare genannt. Ebenfalls ist bekannt, dass aus den Organen stammende Faktoren für diese spezifischen Merkmale von Blutgefäßen verantwortlich sind.
Lammert und seine Kollegen haben nun die These aufgestellt, dass nicht nur die Organe Blutgefäße in ihrer Entstehung und in ihren Merkmalen beeinflussen, sondern dass auch das Umgekehrte gilt. Sprich, die Blutgefäße tragen auch zur Entwicklung und Funktion der Zellen innerhalb der Organe bei.
Diese These gründet sich auf der Beobachtung, dass die embryonale Aorta für die Bildung eines Teils der Bauchspeicheldrüse notwendig ist und dass die kleinen Blutgefäße der Insulin produzierenden Langerhans-Inseln eine korrekte Einstellung des Blutzuckerspiegels durch die Inselzellen ermöglichen. Ebenfalls sind für das Wachstum der Leber Blutgefäße notwendig.

### Entstehung des Typ-II-Diabetes
Der Typ-II-Diabetes ist eine Volkskrankheit, von der ca. 400 Mio. Menschen weltweit betroffen sind. Eine Lehrmeinung besagt, dass eine durch Übergewicht verursachte Insulinresistenz die Entstehung des Typ-II-Diabetes auslöst. Als Insulinresistenz bezeichnet man einen Zustand, in dem der menschliche Körper wesentlich mehr Insulin zur Regulation des Blutzuckers benötigt als normal.
In den letzten Jahren ist klargeworden, dass nur ein Teil (schätzungsweise 20–30 %) der insulinresistenten Menschen einen Typ-II-Diabetes entwickelt. Warum diese Menschen an einem Typ-II-Diabetes leiden, während andere insulinresistente Menschen nicht an diesem Diabetes erkranken, ist noch ungeklärt.
Nach Lammert liegt ein wichtiger Unterschied zwischen diesen Menschen in ihren Blutgefäßen. Nach seiner These erkranken insulinresistente Menschen mit einem anpassungsfähigen Blutgefäßsystem nicht so leicht am Typ-II-Diabetes, während insulinresistente Menschen mit defekten Blutgefäßen leichter am Typ-II-Diabetes erkranken.
Diese These gründet sich auf der Beobachtung, dass viele menschliche Gene (besser Allele), die den Typ-II-Diabetes begünstigen, eine Rolle im Blutgefäßsystem spielen. Auch haben Mäuse mit einem veränderten Blutgefäßsystem in den Insulin-produzierenden Langerhans-Inseln einen erhöhten Blutzuckerspiegel.
Für seine Arbeiten am Typ II Diabetes erhielt Lammert 2008 den Paul-Ehrlich-und-Ludwig-Darmstaedter-Nachwuchspreis in der Frankfurter Paulskirche in Anwesenheit des damaligen Bundespräsidenten Horst Köhler. Auch erhielt er 2013 den Preis der Klüh-Stiftung im Rathaus der Stadt Düsseldorf. Der damalige Bundesgesundheitsminister Daniel Bahr hielt die Laudatio.

### Blutgefäßbildung
Blutgefäße sind Röhren, die durch sogenannte Endothelzellen gebildet werden. Um zu erklären, wie Endothelzellen Röhren, sprich Blutgefäße, ausbilden, wurde die Vakuolen-Koaleszenz-These zunächst von Florence Rena Sabin 1920 aufgestellt und von Judah Folkman, George Davis und Brant Weinstein weiterverfolgt. Die These geht davon aus, dass jede Endothelzelle eine große flüssigkeitsgefüllte Vakuole in ihrem Inneren ausbildet, die mit den Vakuolen anderer Endothelzellen zu einem durchgehenden Blutgefäßlumen verschmelzen.
Lammert und seine Mitarbeiter haben eine neue These aufgestellt: demnach lagern sich Endothelzellen zunächst zu Zellschnüren aneinander. Anschließend trennen sich die Zellen und geben einen extrazellulären Raum zwischen sich frei. Durch Veränderung der Zellgestalt der Endothelzellen entsteht aus diesem Zellzwischenraum das Lumen eines Blutgefäßes, durch das Blut fließen kann.
Diese These gründet sich auf biochemische, genetische und zellbiologische Untersuchungen zur Bildung der Aorta, dem ersten embryonalen Blutgefäß.

## Sonstige Forschungen
Das Institut für Stoffwechselphysiologie sucht systematisch Substanzen, welche die Produktion der Langerhans-Inseln wieder anregen und auch erhalten. 2010 untersuchte Lammerts Team unter anderem die Lotusblume. Die Analysen – auch mit einem speziellen Lesegerät – lassen Lammert hoffen, dass es in Zukunft (nach Studien und klinischen Tests) eine heilsame Wirkstoffkombination gegen Diabetes geben wird. 2015 hat das Team von Lammert gemeinsam mit weiteren Arbeitsgruppen veröffentlicht, dass der Hustenstiller Dextromethorphan in hoher Dosis antidiabetische Eigenschaften aufweist.
Bisher wurden nur zehn der insgesamt 250 Wirkstoffkategorien auf Diabetes hin getestet. Die Erforschung des Diabetes konzentrierte sich jahrzehntelang auf die Symptome zu Lasten der Suche nach Heilung.

## Ausgewählte Publikationen
- Linda Lorenz, Jennifer Axnick, Tobias Buschmann, Carina Henning, Sofia Urner, Shentong Fang, Harri Nurmi, Nicole Eichhorst, Richard Holtmeier, Kálmán Bódis, Jong-Hee Hwang, Karsten Müssig, Daniel Eberhard, Jörg Stypmann, Oliver Kuss, Michael Roden, Kari Alitalo, Dieter Häussinger, Eckhard Lammert: Mechanosensing by β1 integrin induces angiocrine signals for liver growth and survival. In: Nature. 562, 2018, S. 128–132, PMID 30258227, doi:10.1038/s41586-018-0522-3.
- Jan Marquard, Silke Otter, Alena Welters, Alin Stirban, Annelie Fischer, Jan Eglinger, Diran Herebian, Olaf Kletke, Maša Skelin Klemen, Andraž Stožer, Stephan Wnendt, Lorenzo Piemonti, Martin Köhler, Jorge Ferrer, Bernard Thorens, Freimut Schliess, Marjan Slak Rupnik, Tim Heise, Per-Olof Berggren, Nikolaj Klöcker, Thomas Meissner, Ertan Mayatepek, Daniel Eberhard, Martin Kragl, Eckhard Lammert: Characterization of pancreatic NMDA receptors as possible drug targets for diabetes treatment. In: Nat Med. 21, 2015, S. 363–372, PMID 25774850, doi:10.1038/nm.3822.
- Boris Strilić, Tomáš Kučera, Jan Eglinger, Michael R. Hughes, Kelly M. McNagny, Sachiko Tsukita, Elisabetta Dejana, Napoleone Ferrara, Eckhard Lammert: The Molecular Basis of Vascular Lumen Formation in the Developing Mouse Aorta. In: Dev Cell. 17, 2009, S. 505–515, PMID 19853564, doi:10.1016/j.devcel.2009.08.011 (freier Volltext).
- E. Lammert: The vascular trigger of type II diabetes mellitus. In: Exp Clin Endocrinol Diabetes. 116, 2008, S. S21–S25, doi:10.1055/s-2008-1081487.
- I. Konstantinova, G. Nikolova, M. Ohara-Imaizumi, P. Meda, T. Kucera, K. Zarbalis, W. Wurst, S. Nagamatsu, E. Lammert: EphA-Ephrin-A-mediated beta cell communication regulates insulin secretion from pancreatic islets. In: Cell. 129, Nr. 2, 2007, S. 359–370, PMID 17448994, doi:10.1016/j.cell.2007.02.044 (freier Volltext).
- G. Nikolova, N. Jabs, I. Konstantinova, A. Domogatskaya, K. Tryggvason, L. Sorokin, R. Fässler, G. Gu, H. P. Gerber, N. Ferrara, D. A. Melton, E. Lammert: The vascular basement membrane: a niche for insulin gene expression and Beta cell proliferation. In: Dev Cell. 10, Nr. 3, 2006, S. 397–405, PMID 16516842, doi:10.1016/j.devcel.2006.01.015 (freier Volltext).
- E. Lammert, G. Gu, M. McLaughlin, D. Brown, R. Brekken, L. C. Murtaugh, H. P. Gerber, N. Ferrara, D. A. Melton: Role of VEGF-A in vascularization of pancreatic islets. In: Curr Biol. 13, Nr. 12, 2003, S. 1070–1074, PMID 12814555, doi:10.1016/S0960-9822(03)00378-6 (freier Volltext).
- E. Lammert, O. Cleaver, D. Melton: Induction of pancreatic differentiation by signals from blood vessels. In: Science. 294, Nr. 5542, 2001, S. 564–567, PMID 11577200, doi:10.1126/science.1064344 (freier Volltext).